# 川石乡
川石乡，是中华人民共和国福建省南平市建瓯市下辖的一个乡镇级行政单位。

## 行政区划
川石乡下辖以下地区：
风冠社区、外洋村、溪口村、川石村、墩阳村、慈口村、后山村、营勺村、洋屯村、后洋村、边溪村、徐布村、后坪村、伏演村和小岭村。